# OPTIMISM

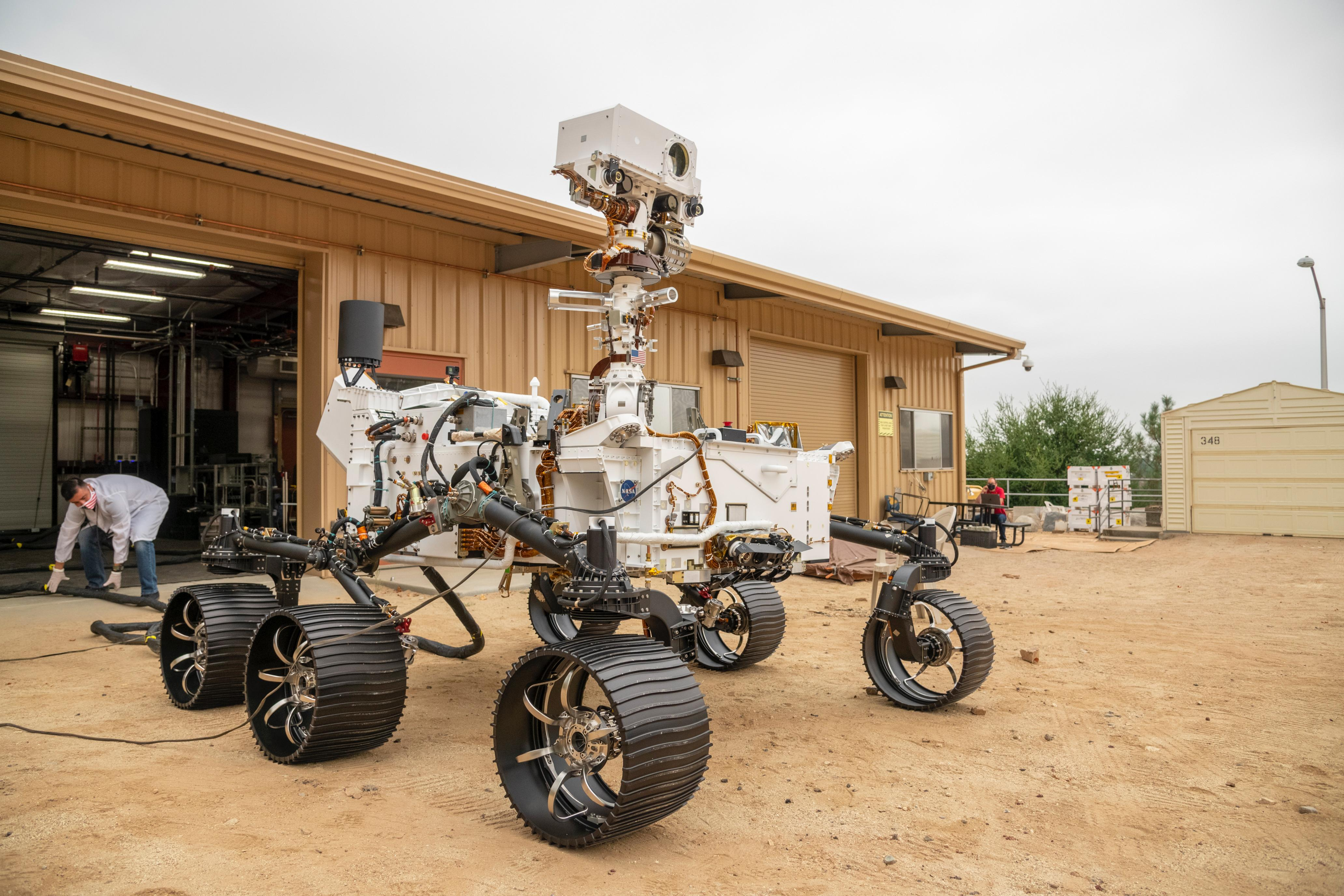
Rover OPTIMISM

Operational Perseverance Twin for Integration of Mechanisms and Instruments Sent to Mars, zkráceně OPTIMISM, je plně funkční model roveru Perseverance umístěný na testovacím zařízení Mars Yard JPL v Pasadeně v Kalifornii v USA. Slouží k testování technologií a postupů používaných roverem Perseverance, který operuje v kráteru Jezero na Marsu.
Operace tohoto roveru byly zahájeny v listopadu 2021. Na roveru OPTIMISM byly otestovány technologie nutné pro odběr vzorků a jejich uložení pro další vyzvednutí v rámci mise Mars Sample Return.

## Úkoly

Odhození vzorků

Hlavními úkoly roveru OPTIMISM jsou:
- Testování technologií roveru Perseverance.
- Testování překonávání překážek nutné pro plánování trasy vozítka.

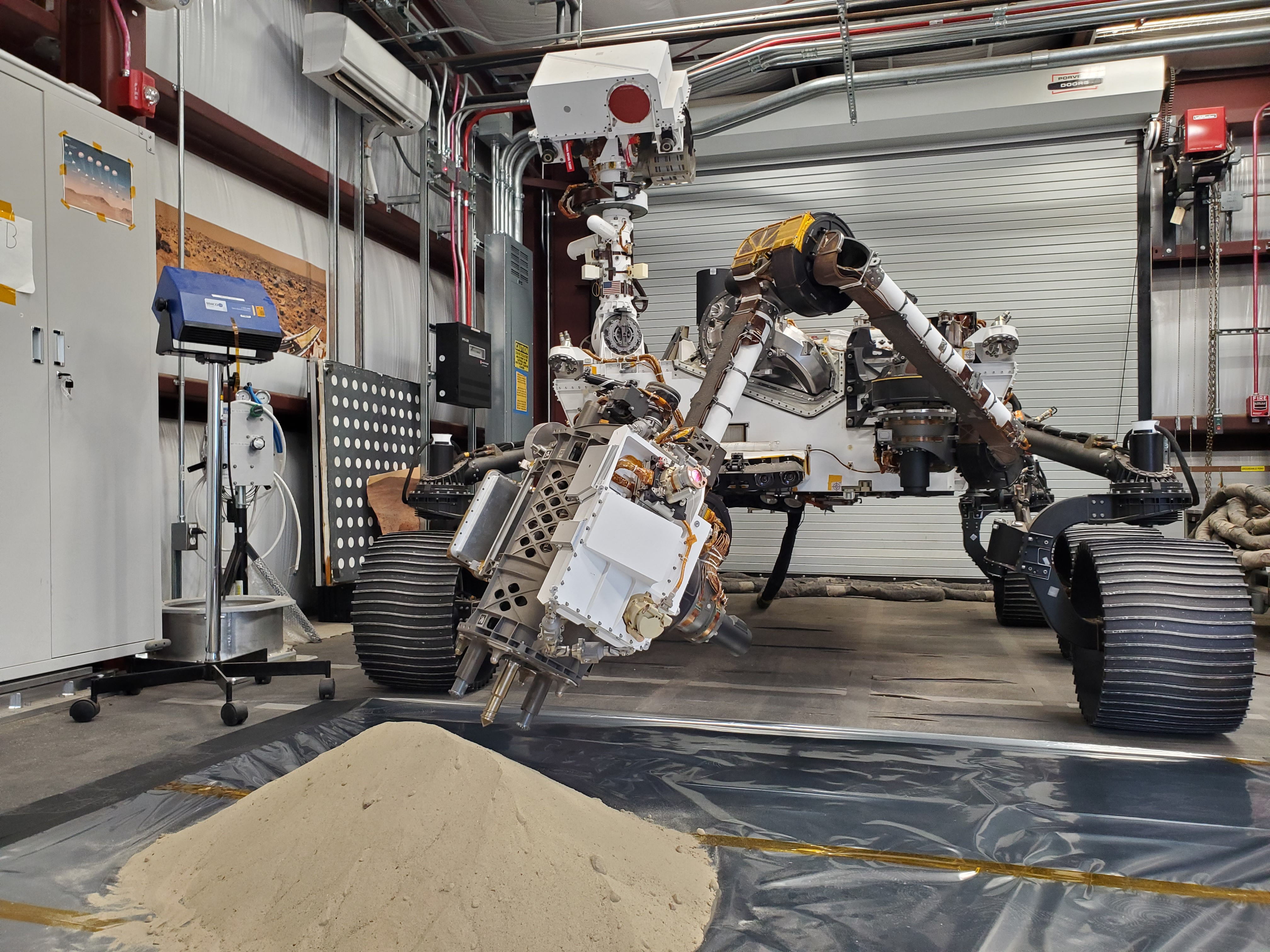
Testování odběru vzorků regolitu roverem OPTIMISM

Mezi prvními testovanými funkcemi byl test ramene a odběru vzorků, konkrétně vrtání regolitu.

## Provoz

### Rozdíly oproti roveru Perseverance
Na rozdíl od roveru Perseverance je OPTIMISM chlazen, nikoli ohříván, jako je tomu v chladném prostředí Marsu. Důvodem je velice teplé klima Kalifornie, které nesvědčí technologiím vozítka.

### Uložení a provoz
Rover OPTIMISMS je uložen v garáži Mars Yard, přičemž jeho provoz zajišťuje JPL (provozující také rover Perseverance na Marsu).